# Abd Al·lah ibn Iskandar
Abd-Al·lah (II) ibn Iskandar ibn Janibeg o Abd-Al·lah Khan (1532/1533-1598) fou un kan uzbek dels xibànides del Kanat de Bukharà. Va ser l'últim kan de xibànides de Bukhara des de 1583 fins a la seva mort.
Abdullah Khan va iniciar una guerra amb Pèrsia que va durar del 1587 al 1598. Va poder centrar-se en això gràcies a un pacte de no agressió amb l'emperador mogol, Akbar, a través del qual Abdullah Khan va reconèixer el dret d'Akbar a governar al territori de Kabul.

## Biografia

### Ascensió al poder
Era fill d'Iskandar al que va deixar governar fins a la mort però sempre va tenir els afers en mà. Pertanyia a la branca de Janibeg Sultan. Mesos després de la mort de Muhàmmad Xaibani el 1510, el kanat es va dividir en feus pels prínceps del clan reial. Janibeg va rebre la regió de Kermineh (Karmina) i Miankal. El seu fill Iskandar patia un cert retard mental i fou el fill d'aquest i net de Janibeg, Abd Allah ibn Iskandar, el que va haver de defensar els seus dominis contra altres branques.
A la mort d'Abd al-Aziz ibn Ubayd Allah Khan la branca de Janibeg, representada de fet pel seu net, només governava al petit kanat de Kermineh, però llavors es va apoderar de Kesvi que pertanyia a Khudai Berdi, el fill d'Abu Said Khan, i va amenavaçar el districte de Karshi. Per prevenir el conflicte Khudai Berdi Khan va bescanviar el seu feu amb Kilish Kara Sultan, fill de Kisten Kara Sultan, un cosí d'Abd Allah que governava Sagraj. No obstant Abd Allah tenia poc respecte tant pel seu cosí com per altres parents més llunyans i aviat es va apoderar de Karshi, i també va ocupar la ciutat de Kish o Xahrisabz que pertanyia a Gashim Sultan d'Hissar.
Quan Nawruz Ahmad fou elegit khakan va reunir un fort exèrcit a Taixkent, Turquestan i Khodjend i va marxar (1553) contra Abd Allah. Va fer un intent d'ocupar Samarcanda (on governava Sultan Said, que segons sembla havia fet aliança amb Abd Allah) i després va assetjar Xahrisabz; va demanar el suport de Yar Muhammad Sultan i a Burgan Sultan que cogovernaven a Bukharà. Abd Allah va cridar en ajut al seu oncle Pir Muhàmmad de Balkh. Burgan va arribar a Kasan i va saquejar el districte de Karshi: Abd Allah li va sortir a l'encontre; al moment crític de la batalla Pir Muhàmmad i les seves forces van arribar en ajut del kan de Kermineh, i el bukharià fou derrotat i es va haver de retirar. Abd Allah i Pir Muhàmmad van marxar llavors en ajut de Shar-i Sabz, i ara també de Karshi, assetjades per Nawruz. Aquest no els va esperar, va aixecar els setges i es va retirar cap a Taixkent. Abd Allah es va establir a Karshi i Pir Muhàmmad va retornar a la seva capital, que era Kilef a la regió de Balkh.
El 1554 Nawruz va renovar la lluita, i va capturar Samarcanda que estava en mans de Sultan Said, però després va fer les paus amb el jove príncep (amb la mediació del cap religiós Muhammad Sadik); Sultan Said va rebre la promesa que Burgan Sultan seria desposseït de Bukharà i li seria entregada; aquest canvi d'aliances era degut al fet que Burgan Sultan havia matat el cogovernant Yar Muhammad Khan i havia pres el poder en solitari a Bukharà. Però la primera acció de Nawruz després de l'acord fou contra Miankal, en poder d'Iskandar, el pare d'Abd Allah i, per tant, de la branca de Janibeg. Iskandar va fugir a Balkh i la resta de prínceps de la casa de Janibeg es van refugiar amb Abd Allah a Karshi. Nawruz va entrar a Miankal i va repartir els territoris entre els seus parents: Kermineh fou pel seu fill Dost Muhammad Sultan; Dabusi per Abdul Sultan (fill d'Abd al-Latif Khan); i Shahr-i Sabz per Gashim Sultan, fill de Burunduk Sultan d'Hissar. Llavors va enviar el seu fill Baba Sultan contra Abd Allah a Karshi; va combatre amb aquest i el va derrotar; l'oncle d'Abd Allah, Rustem Khan, va morir a la lluita, i el mateix Abd Allah va haver de fugir amb les seves tropes i creuar l'Oxus per arribar a Balkh.
El 1555 Nawruz es va dirigir a Bukharà i va assetjar a Burgan Sultan; el setge es va allargar tres mesos; Burgan finalment va demanar ajut a Abd Allah que llavors estava residint a Andkhuy i Shabirgan; va sortir d'aquesta zona amb tres-cents guerrers i va arribar a Farab a l'Oxus que ja era domini de Burgan. Aviat va quedar rodejat allí per Sultan Said Khan i per Dost Muhammad Sultan (fill de Nawruz) amb 22.000 homes. Tot i que la seva força era ridícula, Abd Allah es va aventurar a una sortida que va tenir èxit i els assetjants foren derrotats; els fugitius de l'exèrcit derrotat van arribar al setge de Bukharà on van informar de la notícia i Nawruz va considerar prudent aixecar el setge i va retornar a Samarcanda on va fer arrestar a Sultan Said i el va enviar presoner a Rashid Khan (Abd al-Rashid Khan I, kan de Mogolistan 1533-1560) a Karaigutak (?). Abd Allah, després de la seva victòria, es va dirigir a Bukharà. Burgan Sultan va anar a Shar-i Sabz per entrevistar-se amb ell i el va escortar cap a la seva capital, que li va cedir segons l'acord a què havien arribat, retirant-se ell mateix a Karakul. Aviat es va mostrar descontent del canvi i va fer un atac a Bukharà; Abd Allah el va enfrontar però el seu exèrcit va desertar i es va passar a Burgan i Abd Allah va haver de fugir cap a Balkh. Burgan va recuperar Bukharà.
A la primavera del 1556, Khalkman de la tribu dels Durmans, enfrontat a Burgan, va incitar als amirs de Karakul a revoltar-se; els rebels van cridar Abd Allah que va entrar a Bukharà. Burgan llavors va cridar en ajut a Nawruz, que va iniciar la mobilització d'un exèrcit al qual es va unir el mateix Burgan amb les forces que li eren lleials i van assetjar Bukharà. Es van acordar unes condicions de rendició a Abd Allah, el qual va poder marxar cap a Maymana i Chechket. Burgan va poder retornar a Bukharà i Nawruz va tornar a Samarcanda i d'allí va passar al lloc anomenat Rabat Khoja, a les fonts del riu Dirgem, on es va donar a la disbauxa i es va posar malalt i va morir poc després. El va succeir a Taixkent i Turquestan el seu fill Baba Sultan.
El kuriltay va escollir khakan príncep al degà dels membres de la dinastia, Pir Muhàmmad de Balkh, de la branca de Janibeg. El seu nebot Abd Allah ibn Iskandar va abandonar Chechket i Maymana on havia establert residència, i es va traslladar a Miankal. Dost Muhàmmad, el fill de Nawruz que regnava a Kermineh, va haver de fugir i Abd Allah va ocupar també Xahrisabz a Gashim Sultan, i va ajudar a Kedai Sultan ibn Abd al-Latif i a Jivan Merdi Ali Khan fill d'Abu Said Khan, a ocupar Samarcanda que estava en mans dels fills de Nawruz Ahmad.

### Esforços per unificar l'estat
El 1557 va iniciar una campanya contra Burgan Sultan de Bukharà, que veien que era massa dèbil per resistir, va enviar al cap religiós Khoja Juybari (Juibareh) a demanar la pau; la mateixa nit que Khoja va sortir de Bukharà, Burgan va ser atret a la casa de Mirza Eki on fou assassinat a traïció i el seu cap posat en una llança i enviat a Abd Allah. Aquest va entrar a Bukharà sense gaire oposició i va esdevenir el kan més poderós de tots els kans uzbeks. El suport dels xeics Juybari o Juibareh, dirigits per Khwadja Ahmad Kashani Makdum-i Azam va resultar decisiu i per això aquest, i després també el seu fill Khwadja Abu Bakr Sad, van gaudir de les posicions més altes al kanat.
Va començar tot seguit a preparar una expedició al Gran Khorasan però primer va fer una visita al seu oncle i khakan, Pir Muhàmmad, que era a Shabirgan, i van acordar un intercanvi de territoris: Pir Muhàmmad cedia Balkh (fronterer amb Khurasan) a canvi de Bukharà. L'intercanvi ja s'havia iniciat quan Din Muhammad es va revoltar i es va apoderar de Balkh. Pir Muhàmmad va anar a reprimir la revolta i Abd Allah ordenava al seu germà Ubayd Allah de no entregar Bukharà. Va tornar a aquesta ciutat on va cridar al seu pare Iskandar, que governava a Kermineh, i el va proclamar "khakan de tot el món" (1561), el que implicava el destronament de Pir Muhàmmad.
De fet el poder estava totalment en mans del seu fill. Sembla que Abd Allah va fer algunes ràtzies a territori persa. El 1566 Muhammad Mirza, virrei persa de Gran Khorasan (fill del xa Tahmasp I) va escapar per poc a ser capturat pels uzbeks que marxaven cap a Herat amb 15.000 homes dirigits per Abd Allah. En una altra de les seves absències per anar al Khurasan, Baba Sultan de Taixkent i Turkestan va fer un atac contra Samarcanda, on governava Khosru Sultan, fill de Yar Muhammad (antic kan de Bukharà), que fou enderrocat i executat (1567). El 1571 Abd Allah va contraatacar i va derrotar Baba Sultan; la inscripció que recorda la victòria al pas de Jilan, que encara es conserva, explica que s'havia produït un combat entre Abd Allah, amb 50.000 homes, i Derwish Khan, Baba Khan i altres fills de Nawruz Ahmad (o Borrak Khan) que comptaven amb 400.000 homes de Turkestan, Taixkent, Fergana i Deixt Quiptxaq (estepes dels kazakhs) i on anaven 50 parents del kan; Abd Allah va aconseguir la victòria "per l'afortunada conjunció de les estrelles", prop de les fonts del riu Jizakh.
L'any següent (1572) Abd Allah va marxar contra Din Muhammad de Balkh i després d'un setge de 10 mesos va conquerir la ciutat (1573). L'atalik Nazarbi de la tribu Naiman fou nomenat governador. Din Muhammad fou perdonat i va rebre el districte de Shar-i Sabz com a feu. El 1574 va conquerir Hissar. El 1575 fou derrotat definitivament Baba Sultan de Taixkent que va haver de fugir creuant el Sihun, però sembla que Abd Allah va instal·lar al tron de Taixkent a Derwish Sultan, germà gran de Baba Sultan. En aquest moment Juvan Merdi, germà de Sultan Said (fill d'Abu Said Khan) tenia com a feu Samarcanda, i tenia dos fills: Abu l-Khayr Sultan i Muzaffar Sultan, constantment enfrontats un amb l'altra. Abu l-Khayr es va aliar a Baba Sultan de Taixkent mentre Muzaffar va obtenir el suport d'Abd Allah; el pare Juvan Merdi donava suport a Abu l-Khayr però aquest fou derrotat; però llavors Abd Allah va decidir lliurar-se del pare i els dos fills: Juvan Merdi i Muzaffar foren fets presoners i executats a Samarcanda, i una sort similar va seguir aviat Abu l-Khayr 1578.
Abdul Sultan, fill d'Abd al-Latif Khan, es va revoltar a Zamin però fou derrotat per Abd Allah i es va refugiar al territori muntanyós d'Hissar, on va continuar la lluita.
Mentre va viure Tahmasp I de Pèrsia no hi va a haver greus incidents al Khurasan, però el xa persa va morir el 1576 va morir i llavors hi va haver certa anarquia sota Haydar Shah (14 de maig a agost del 1576) i Ismail II (1576-1577) que els uzbeks van aprofitar els següents anys, com després veurem.

### Lluita amb Baba Sultan i expansió
El 1579 Baba Sultan va retornar a Transoxiana el 1579 i va recuperar Taixkent i altres ciutats al nord del Sirdarià i va matar el seu germà Derwish Sultan. Abd Allah va marxar a la zona i va derrotar Baba prop de Taixkent, obligant-lo a fugir altre cop. Poc després un espia va informar que Baba, el seu germà Buzakhur i uns nebots (fills de Khwarezm Shah Sultan) s'havien establert entre els kazakhs de les ribes del riu Talas, que els havien reconegut com a prínceps. Abd Allah va enviar a Sayram una partida d'exploració dirigida per Isfendiyar Sultan, Abd al-Baki ibn Durman i altres, i va saber que la història no era certa; llavors va anar al Talas i va passar uns dies de cacera i es va entrevistar amb alguns caps kazakhs als quals va oferir regals; els kazakhs li van entregar a Ubayd Allah Sultan, fill de Baba Sultan, que havien capturat, juntament amb Jan Muhammed Atalik Naiman i Shah Ghazi Durman, i altres notables. Finalment Baba Sultan va acordar la pau amb Abd Allah i aquest va retornar a Bukharà.
La tranquil·litat no va durar, ja que Baba Sultan reclamava el districte d'Andijan i com que va saber que no li seria entregat, es va aliar als kazakhs als quals va cedir Yassy (Turquestan) i Sabran i van acordar mesures conjuntes contra Transoxiana. Els kazakhs manats pel príncep Sarban Sultan, van creuar el Yaxartes en direcció a Bukharà mentre Baba i el seu germà Buzakhur es dirigien cap a Samarcanda saquejant pel camí tot el que trobaven. Finalment els dos grups es van retirar amb un gran botí (1580). Poc després Baba s'enfrontava als kazakhs i en la lluita va matar alguns caps d'aquests; va derrotar el cap suprem Shigai Khan i va retornar a Taixkent carregat de botí.
El 1581 Abd Allah va marxar contra Baba altre cop, sortint de Samarcanda, i arribant a Uzkend; va acampar a Karatau o Kara Tau, prop del Sirdarià, on es va trobar amb el kan kazakh Shigai Khan, el seu fill Tevkel i altres caps kazakhs; l'entrevista fou cordial i Shigai va rebre el nomenament com a governador de Khujand on va deixar a Shigai quan va marxar. Després va retornar a Bukharà on va celebrar unes festes en les quals van participar de manera destacada Tevkel (futur Tevkel Khan) i el seu propi fill Abd al-Mumin ibn Abd Allah.
Poc després Abd Allah va iniciar l'anomenada expedició a l'Ulugh Dagh o Ulu Tagh a l'estepa kazakha, perseguint a Baba Sultan, sortint de Bukarà el gener de 1582. Va creuar el Yaxartes i al riu Aris es va assabentar que Baba havia fugit al Deixt Kiptxaq (l'estepa dels kazakhs) deixant part del seu exèrcit a Kara Saman, esmentada a les campanyes de Tamerlà. L'abril va travessar el riu i va seguir cap a les muntanyes de l'Ulugh Dagh. Un destacament del kan uzbek fou capturat per Baba i els membres foren executats, però després Baba va fugir amb els nogais; la seva gent fou atacada per Shigai Khan que els va derrotar prop de Seraili i Turaili; també va derrotar un altre cap de nom Kuliah Durman, al que van capturar un gran nombre d'ovelles i bens, cavalls i camells. Abd Allah va arribar al Ulugh Dagh on va construir una mesquita al mateix lloc on Tamerlà quan va arribar a aquest lloc en va erigir una altra; i d'allí va passar al Ilanchik i Ilanjik, on Shigai Khan el va anar a trobar. Abd Allah va enviar un contingent en persecució de Baba i va retornar a Bukharà creuant el Sarui Su i posant setge pel camí a Sabran, on va estar ocupat dos mesos. Durant aquest setge un fill de Baba Sultan, de nom Tagir Sultan, fou sorprès pel kazakh Tevkel que pasturava els seus ramats a Ak Kurgan, i el va fer presoner entregant-lo Ubayd Allah, germà d'Abd Allah. En un altre moment Abd Allah estava de cacera al riu Sabran quan el seu fill Abd al-Mumin Sultan es va perdre però l'endemà va arribar al campament acompanyat de Yan Bahadur Sultan, el germà petit de Shigai Khan, que va rebre una esplèndida recompensa del kan uzbek.
El contingent enviat a buscar a Baba va entrar a territori kazakh en la seva persecució de Baba; els kazakhs (sota direcció de Tevkel i altres caps) van continuar el camí creuant els dos rius anomenats Kenderlik. Finalment Isfensiyar Sultan, fill de Khosru Sultan (cosí d'Abd Allah), amb el suport dels kazakhs de Tevkel i altres caps, van caure sobre una força important lleial a Baba al riu Sauka; els uzbeks van fer el primer atac perquè se suposava que infringirien més por als enemics (que en canvi lluitarien a mort contra els kazakhs) i efectivament així fou i els uzbeks van aconseguir la victòria. Baba es va refugiar llavors amb els mangits, arribant a Tura, Sibèria; però després va retornar a la ciutat de Turkestan en l'esperança d'obtenir el suport local, que era el seu propi poble; pel camí es va aturar a Sighnak i va enviar per davant a dos calmucs que li havien estat fidels, per preparar el camí a la ciutat; els dos calmucs foren fets presoners per gent de Tevkel Khan, ara kan dels kazakhs, i van acabar servint a aquest de guies cap al campament de Baba; atacat per sorpresa Baba va morir a la lluita; el seu fill Latif fou fet presoner, així com el cap dels amirs Jan Muhammad Atalik i altres; llavors es va presentar a Abd Allah amb el cap de Baba Sultan, i els presoners Jan Muhammad Atalik, Latif Sultan (fill de Baba) i altres caps rebels; i altre cop fou recompensat generosament i va rebre el govern d'Aferinkend, la millor fortalesa de Samarcanda, que el mateix pare d'Abd Allah, Iskandar, havia governat. Bozakhur Sultan, germa de Baba Sultan, es va refugiar a Sayram on va morir un temps després.

### Coronació
Mentre Abd Allah, després de conquerir Sabran es va apoderar de Suzak, Shahrukhia i altres ciutats junt amb Turkestan (Yassy), on com s'ha dit, havia intentat retornar temporalment Baba; tant Turkestan com també Taixkent, quan van saber la mort de Baba, van reconèixer l'autoritat d'Abd Allah. La branca de kans de Taixkent descendent de Siyunish va quedar suprimida. El 1583 Abd Allah va conquerir Fergana i Andijan sempre amb l'ajut dels kazakhs de Tevkel.
Quan Iskandar va morir Abd Allah estava absent; el cap religiós Khoja Kalian es va cuidar de l'enterrament del khakan difunt i va marxar a Khodjend a buscar a Abd Allah al que van trobar pel camí. Va convocar un kuriltay per considerar la qüestió de la successió i el khoja fou el primer que el va proposar com a khakan i va acceptar. Llavors des de Zamin es van enviar missatgers arreu per comunicar la seva elecció. A causa de la seva acció en vida del seu pare, no tenia rivals.
El 1584 va annexionar Badakhxan.

### Guerra amb Pèrsia
Ara era l'hora d'actuar contra Pèrsia on hi havia certa confusió i el desembre del 1587 va iniciar l'expedició a Gran Khorasan. Allí l'emir Murshid Kuli Khan Ustadjlu havia sondejat a altres amirs de Qazwin per veure el suport que tindria el príncep Abbas, al que tenia en el seu poder, i que sempre havia estat afavorit pels ustadjlus i shamlus. Els amirs en general li van donar suport. Murshid estava considerant de marxar cap a Qazvín per proclamar a Abbas quan es va produir la invasió del Khurasan (que Murshid dominava des del 1585/1586). Murshid va pensar que podia perdre el Khurasan i quedar-se sense cap domini, i no va defensar el territori, marxant cap a Qazvín per proclamar a Abbas com a xa. Els kazakhs van fer llavors (1587) una campanya al nord dels dominis d'Abd Allah i aprofitant que estava ocupat en una campanya "en terres llunyanes", Tevkel es va presentar al nord dels seus dominis i va atacar Turkestan, Taixkent i fins i tot Samarcanda. Es van enviar forces que el van enfrontar a Shirab Khani (dependència de Taixkent); com que els kazakhs estaven malament d'armament i només tenien abrics de pells i yirgaks com armadures, els uzbeks es van confiar i van acabar derrotats. La notícia va arribar a Samarcanda on Ubayd Allah (Ibeidulla) Sultan, germà d'Abd Allah, va creuar el Sirdarià i va anar cap a Taixkent. Prop d'aquesta, a Sahram, estava acampat Tevkel, que es va haver de retirar i Ubayd Allah el va perseguir a l'estepa però no el va poder atrapar.
Abd Allah va assetjar Herat durant nou mesos i ocupada el 1588, llavors el governador Ali Kuli Khan Shamlu i altres caps van ser executats i la ciutat saquejada. Kul Baba Kukeltash o Kukaltash fou nomenat governador. Milers de presoners van ser portats a Bukharà i el nord-est de Khurasan va quedar buit. Una de les coses que van fer els uzbeks va ser contra el xiisme, declarant que els xiïtes eren els pitjors dels infidels. Mentre Abbas anava a Qazvín, Abd Alah tornava a Bukharà via Merv abandonant el Khurasan.
Una campanya d'Abbas al Khurasan, que el va portar breument a Mashad, fou efímera i més per qüestió de prestigi que amb finalitat militar, car poc després d'entrar a la ciutat santa xiïta va marxar cap a Geòrgia. Un segon atac uzbek, ara contra Mashad, fou encarregat el 1590 al seu fill Abd al-Mumin ibn Abd Allah (que havia quedat decebut al no rebre el govern d'Herat). Al seu exèrcit es va afegir Kul Baba Kukeltash o Kukaltash d'Herat amb les seves forces. Primer fou atacada Nixapur i després es va dirigir contra Mashad que era la més important; el governador era Ummet Khan Ustadjlu que va intentar una defensa efectiva però el pànic dominava als perses; els refugiats de la rodalia eren massa nombrosos i l'aprovisionament deficient i la fam va ajudar els uzbeks que al primer assalt van dominar la ciutat amb els seus tresors i monuments; molta gent i religiosos es van refugiar a la capella de l'imam Reza esperant que els serviria de santuari però els uzbeks no van respectar el lloc. El camarlenc d'Abd al-Mumin, Muhammad Kuli, fou enviat a Constantinoble per relatar les victòries sunnites (uzbeks) sobre els xiïtes (perses) doncs els otomans eren sunnites i uns distants aliats als quals proposaven envair Bagdad junts cosa que els otomans van declinar, en part perquè això era poc realitzable i en part perquè si bé durant el saqueig de Mashad el xa Abbas el Gran havia restat inactiu a causa d'una malaltia, ara ja estava recuperat i estava adoptant mesures. La conquesta de Mashad va assegurar als uzbeks quasi tota la resta del Khurasan incloent Mashad, Sarakhs, Merv, Khaf, Jam, Fusheng i Ghurian, a més d'Herat.
Abd Allah conqueria Coràsmia en dues campanyes el 1593 i el 1595; el 1594 va envair Kaixgar i Yarkand però sense cap resultat. Els darrers anys van estar enterbolits per la lluita amb el seu fill Abd al-Munim, governador de Balkh. El pare havia agafat el títol de Ulugh Khan (Gran Khan) o khakan i havia permès al fill utilitzar el de Kučuk khan ('Petit Kan'). Segons sembla havia sotmès la major part del Badakhxan ja uns anys abans després que Akbar el Gran havia decidit retirar-se d'aquesta zona. Abd al-Mumin ambicionava el govern d'Herat que fou donat a Kul Baba Kukeltash, i després de les seves victòries a Coràsmia, va atacar aquest. Kukeltash va rebre orde d'Abd Allah de fer front al príncep com si fos un atacant estranger. Això va excitar la ràbia del príncep contra el seu pare. Quan Abd Allah estava de cacera a l'Oxus superior el 1595, Abd al-Mumin va marxar contra ell amb actitud hostil; Abd Allah va tornar corrent a Bukharà i Abd al-Mumin es va retirar a Balkh. Després es van produir alguns enfrontaments menors però sagnants entre forces del pare i el fill.

### Mort i successió
L'historiador Iskander Munshi esmenta a Tevkel Khan dels kazakhs el 1597 i diu que quan les notícies de l'enfrontament entre Abd Allah Khan i el seu fill Abdul Mumin (Abdul Mamun) es van estendre per Transoxiana, els diversos caps kazakhs, que temien el poder d'Abd Allah i vivien en pau, es van revoltar; el principal era Tevkel, que també es va revoltar i va agafar el títol de Khan acostant-se a Taixkent amb un exèrcit important. No considerant a Tevkel com un enemic perillós, Abd Allah es va limitar a enviar alguns dels seus amirs, de la seva nissaga o dels territoris veïns, i un contingent de tropes. Una forta batalla es va lliurar entre Taixkent i Samarcanda i l'exèrcit uzbek fou derrotat i molts dels seus caps van morir; els que van sobreviure van fugir cap a Bukharà. Abd Allah llavors va mobilitzar la seva gent i va marxar cap a Samarcanda però en arribar es va posar malalt i va morir. Segons Vambery va morir el 6 de febrer de 1597 però Iskandar Munshi diu que va morir als 68 anys al darrer dia de l'any 1006 (agost de 1598). Fou enterrat a Kermineh.
El va succeir el seu fill Abd al-Mumin ibn Abd Allah, aviat assassinat i les conquestes al Khurasan, Coràsmia i nord del Sirdarià es van perdre. Una nova dinastia genguiskànida, la dinastia jànida, van ser portats al poder al Kanat de Bukharà el 1599.